# Wildvogelmonitoring
Als Wildvogelmonitoring wird ein europäisches Überwachungssystem bezeichnet, in dessen Rahmen aussagefähige Daten zum Vorkommen von Influenza-A-Viren unter Wildvögeln gesammelt werden. Hierzu werden tot aufgefundene, krank gefangene und erlegte Wildvögel – vor allem Enten und Gänse – auf möglicherweise vorhandene Erreger der Geflügelpest („Vogelgrippe“) untersucht.
Das Monitoring wurde im Juni 2005 als Reaktion auf den massiven Ausbruch der Vogelgrippe H5N1 durch eine Vorschrift der Europäischen Kommission in den Mitgliedsstaaten der Europäischen Union eingeführt und in Deutschland kurz darauf mit Hilfe der Geflügelpestschutzverordnung umgesetzt.
Fachlich unterschieden werden zwei Monitoring-Varianten:
- „passives Monitoring“: Naturschutz-, Jagd- und Umweltorganisation berichten an eine zuständige Behörde (zum Beispiel an ein Landesgesundheitsamt) über ungewöhnlich hohe Sterblichkeit von Wildvögeln, speziell von Wasservögeln, und liefern gegebenenfalls tot aufgefundene Tiere zwecks Untersuchung bei der Behörde ab.
- „aktives Monitoring“: In geringem Umfang werden symptomfreie Wildvögel – speziell Stockenten – im Rahmen des Jagdrechts geschossen und auf Influenza-Viren untersucht.

## Belege
1. ↑  Entscheidung der Kommission vom 21. Juni 2005, bekannt gegeben unter Aktenzeichen K(2005) 1827. (PDF)
2. ↑  Merkblatt zum Wildvogelmonitoring 2014. Handreichung aus Niedersachsen, eingesehen am 12. Januar 2015.